# Кручі (ландшафтний заказник)
Кручі — ландшафтний заказник загальнодержавного значення.
Розташований у Нікольському районі Донецької області, за межами села Українка. Статус заказника присвоєно Указом Президента України від 30 листопада 2020 року № 525/2020. Площа — 172,24 га. 
Проєкт створення заказника підготовлено науковцями національного природного парку «Меотида» та Українського степового природного заповідника.
Охороняються цінні ділянки справжнього та петрофітного степу з відслоненнями гранітів та пегматитів, штучні лісові насадження на правому березі річки Каратиш. 
На території заказника виявлено 5 рослинних угруповань, занесених до «Зеленої книги України», та 17 видів рослин,  занесених до Червоної книги України: горицвіт волзький, гіацинтик Палласів, сон богемський, карагана скіфська, ковила волосиста, ковила Лессінга, ковила гранітна, ковила найкрасивіша, ковила українська, ковила пірчаста, плодоріжка блощична, косарики тонкі, тюльпан гранітний, тюльпан змієлистий, тюльпан дібровний, деревій голий, волошка несправжньоблідолускова.
Також на цій території трапляються 11 видів регіонально рідкісних рослин Донецької області: аспленій північний, півники солелюбні, рястка Фішера, мигдаль низький, гвоздика видовжена, астрагал пухнатоквітковий, ефедра двоколоса, перлівка золотолускова, ластовень проміжний, роговик несправжньоболгарський, гвоздика блідоквіткова.
Зі степових видів ссавців, занесених до Червоної книги України тут зустрічаються: підковоніс малий, нетопир середземноморський, вечірниця руда, тушкан великий, мишівка степова, хом'ячок сірий, строкатка степова, перегузня звичайна, горностай, тхір степовий. З птахів Червоної книги України тут періодично розмножуються та регулярно зустрічаються під час літніх міграцій журавель степовий, огар, сова болотяна і вівсянка чорноголова. Під час міграцій або зимівлі цю ділянку використовують лелека чорний, шуліка чорний, лунь польовий, лунь степовий, лунь лучний, канюк степовий, змієїд, орел-карлик, сапсан, журавель сірий, дрохва, сиворакша, сорокопуд сірий, шпак рожевий.
З безхребетних Червоної книги України, тут відмічені: дибка степова, вусач мускусний, бражник мертва голова, бражник дубовий, бражник скабіозовий, бражник прозерпіна, джміль моховий, джміль глинистий, джміль лєзус, кошеніль польська.
Із плазунів тут мешкає гадюка степова, занесена до Червоної книги України.